# François I. de Clèves
François Nevers, francoski general, * 1516, † 1562.